# Jo Byeong-on
Jo Byeong-on (kor. 조 병온; ur. 14 czerwca 1961) – południowokoreański zapaśnik w stylu wolnym. Olimpijczyk z Seulu 1988, gdzie zajął ósme miejsce w kategorii 100 kg.
Ósmy zawodnik mistrzostw świata w 1991. Zdobył brązowy medal na igrzyskach azjatyckich w 1990 i piąty w Pucharze Świata w 1989 roku.